# 長尾房長
長尾 房長（ながお ふさなが）は、戦国時代の武将。上田長尾家6代当主。上杉景勝の祖父に当たる。

## 略歴
上田長尾氏の当主・長尾憲長の子として生まれる。母は上杉氏。大永6年（1526年）3月、養父・長尾顕吉（叔父で母の再婚相手）の死後に上田長尾家を継いだと云われる。上田長尾新左衛門尉の子孫だとされているが、諸系図に拠っては、名を房景とし、能景の子で為景の兄弟と見做しているのも見受けられる（『系図纂要』）。他にも、父を景隆とし、子である政景とは兄弟とする系図もある（『古代氏族系譜集成』）。
越後長尾氏の一族である上田長尾家の当主であったが、長尾為景とは仲が悪く、関東管領・上杉顕定が越後国に侵攻してきたときには、顕定軍に属して為景を破っている。しかし為景が勢力を盛り返すと、為景に降伏してその家臣となった。以後、為景から景虎までの3代にわたって仕えている。
天文4年（1535年）正月、為景に対して挙兵していた上条定憲につき、上田衆を率いて為景方の福王寺孝重が守る下倉山城を攻めた。為景が長男晴景に家督を譲って隠退した後も攻勢の手を緩めなかったが、天文6年（1537年）、為景の娘を子・政景の室に迎え、越後長尾家との停戦に応じた。天文21年（1552年）に死去し、後を嫡男の政景が継いだ。